# Дьякос, Александрос
Александрос Дьякос  (греч. Αλέξανδρος Διάκος Халки 1911 — Пинд 29 октября 1940) — младший офицер греческой армии Второй мировой войны. Дьякос был первым греческим офицером павшим в греко-итальянскую войну 1940—1941 годов. Его героическая смерть и тот факт, что он, первый погибший в бою офицер, происходил с островов, находящихся под итальянским контролем, сделали его символом той войны.

## Биография
Александрос Дьякос родился на острове Халки архипелага Додеканес, вблизи северо-западного побережья Родоса, в 1911 году. На следующий год после его рождения и после победы Италии над турками в Итало-турецкой войне, Архипелаг Додеканес перешёл под контроль Италии. Была предпринята попытка итализации островов, которая достигла своей кульминации в 1936 году, с назначением фашистского квадрумвира Де Векки, Чезаре Мария правителем «Итальянских Эгейских островов». Попытка итализации островов встретила сопротивление православного греческого населения. Некоторые источники утверждают, что в 1925 году он сорвал итальянское знамя с гимназии на острове Родос, но другие источники оспаривают это, отдавая эту заслугу другим гимназистам.
Дьякос покинул острова в 18-летнем возрасте, в 1929 году, и отправился в Афины, где поступил в Военное училище эвэлпидов. Окончил училище в 1934 году и был зачислен в греческую армию.

## Предыстория боя Александра Дьякоса
Греческая победа войне была предопределена в первые дни на горном хребте Пинда, где бригада полковника Константина Давакиса, насчитывающая 2 тысячи солдат, отразила наступление 15 тысяч альпинистов дивизии Джулия (см. Сражение на Пинде).
Давакис находился в оппозиции к режиму генерала Метаксаса и был отозван в армию и назначен командиром бригады Пинда всего 2 месяца до итальянского вторжения. Предпринял срочные меры по подготовке обороны. Утром 28 октября 1940 года Давакис не стал следовать совету заместителю военного министра Н.Падимаса «мы дадим (лишь) несколько залпов в честь оружия».
Сформировав дополнительные взводы из писарей, поваров и почтальонов, Давакис отдал приказ о контранступлении.

## Единственный бой лейтенанта Дьякоса
В Ликорахи держал оборону раненый подполковник Мисирис. В результате его обороны, итальянцы отступили и греки взяли в плен 210 альпинистов. Лейтенант Дьякос отдал приказ атаки «с примкнутым штыками» и занял высоту Чука (высота пророка Ильи). Итальянский артобстрел вынудил Дьякоса оставить высоту.
Дьякос перегруппировал свою роту и выкрикнул (греческая идиома) «у кого хватит сердца, пусть следует за мной». С греческим боевым кличем «Аэра !», «Аэра !» рота вновь заняла высоту.
Мнгократные силы итальянских альпинистов вынудили роту снова оставить высоту.
Дьякос со своей ротой контратаковал и, в третий раз, взял высоту, но вновь был вынужден оставить её.
Перегруппировав оставшихся в живых, Дьякос предпринял четвёртую атаку и поднялся на вершину, где был скошен очередью пулемёта.
Через два дня, взяв окончательно высоту, греческие солдаты нашли труп лейтенанта Дьякоса, без пуговиц на кителе. Одни решили что это было надругательством над офицером, другие решили, что в знак признания доблести офицера, итальянцы взяли пуговицы на память.
.

## Память
Лейтенант Дьякос похоронен на кладбище близлежащего села Зузули. Памятник ему установлен на въезде в городок Самарина, на Родосе и на его родном островке Халки. Его именем названо множество улиц по всей Греции. Греческая армия назвала его именем военный лагерь в Ламия (город).